# Nagornyj (obwód wołgogradzki)
Nagornyj (ros. Нагорный) – osiedle w Rosji, w obwodzie wołgogradzkim, w rejonie kamyszyńskim. W 2010 liczyło 174 mieszkańców.